# Vârful Gugu, Munții Godeanu
- Acest articol se referă la vârful montan.  Pentru orice alte sensuri, vedeți Gugu (dezambuizare).

Vârful Gugu sau muntele Gugu este, cu cei 2.291 m ai săi, cel mai înalt vârf al masivului Godeanu, situat între munții Țarcu la vest, munții Retezat la nord și est și munții Cernei la sud și sud-vest.

## Accesibilitate
În cadrul acestui masiv, Gugu este foarte izolat, fiind accesibil doar pe creastă, dinspre Vârful Godeanu sau pe una din văile râului Lăpușnicul Mare. 

Pentru a ajunge pe Vârful Gugu, una dintre rute pornește de la Câmpușel, de sub vârful Retezatul Mic, apoi se urcă panta spre Șaua Paltinul, se merge către Vârful Paltinul, de aici către Platoul Borăscu și se ajunge pe Vârful Gugu. 

## Caracteristici generale
Vârful Gugu este cel mai ascuns vârf din Carpați, fiind situat la o distanță apreciabilă de orice infrastructură.
Este alcătuit din roci amfibolite și de gnaise. Vârful se află așezat pe cea mai importantă culme secundară ce se desprinde din creasta principală a Munților Godeanu, Culmea Moraru-Gugu, aceasta fiind și cea mai înaltă culme cu pajiști alpine și perspective deosebit de spectaculoase. Culmea este mărginită de văile adânci ale râurilor Șes și Branului. Sub Vârful Gugu se află tăul omonim, lacul Gugu, situat într-o căldare și asociat cu un lac mai mic.
Vârful Gugu este singurul munte de peste 2.000 de m din România care prezintă în vârf o peșteră accesibilă, săpată de oameni, Peștera Gugului, situată la altitudinea de 2110 m. 

## Galerie de imagini

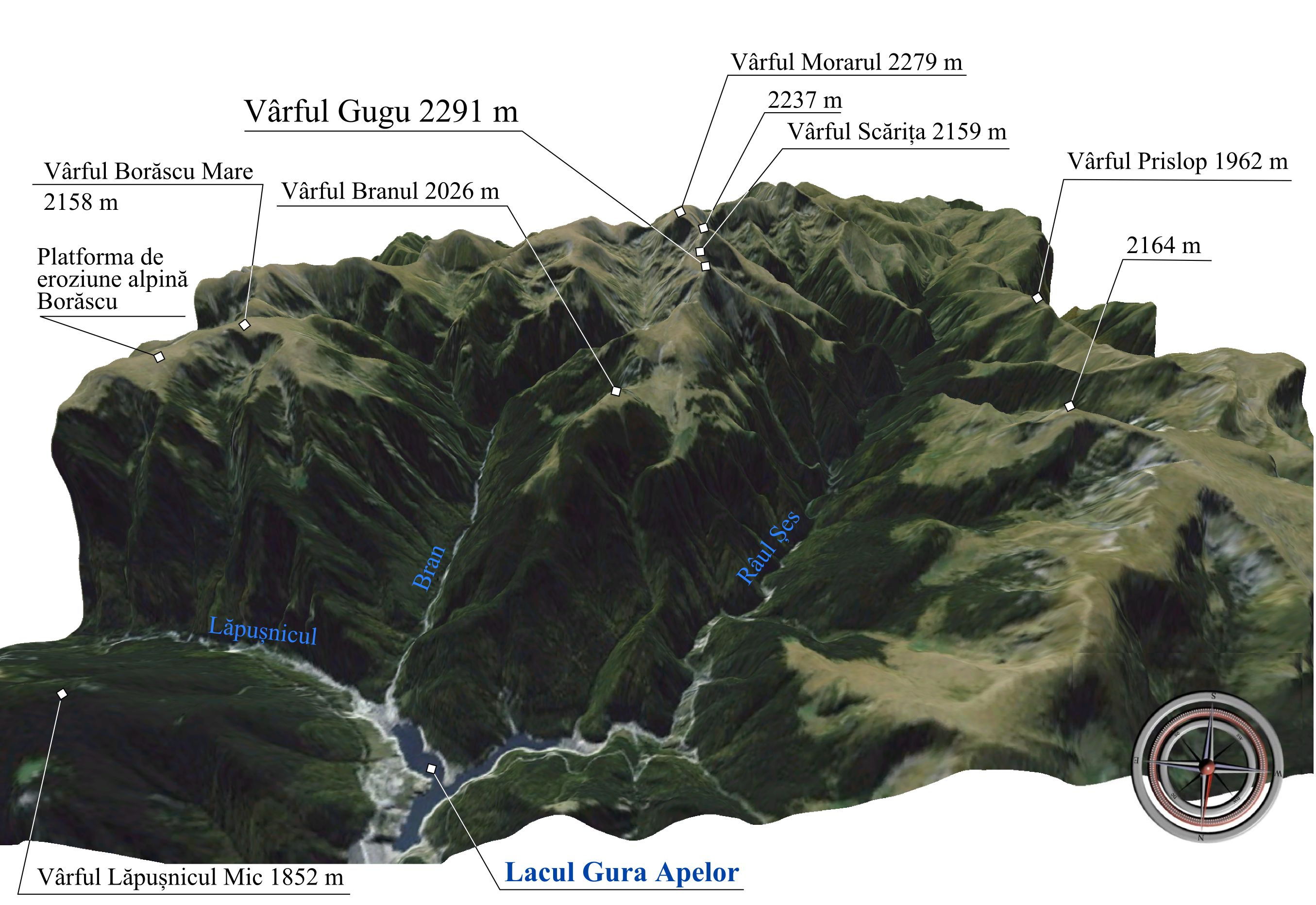
Vărful Gugu, din Munții Godeanu
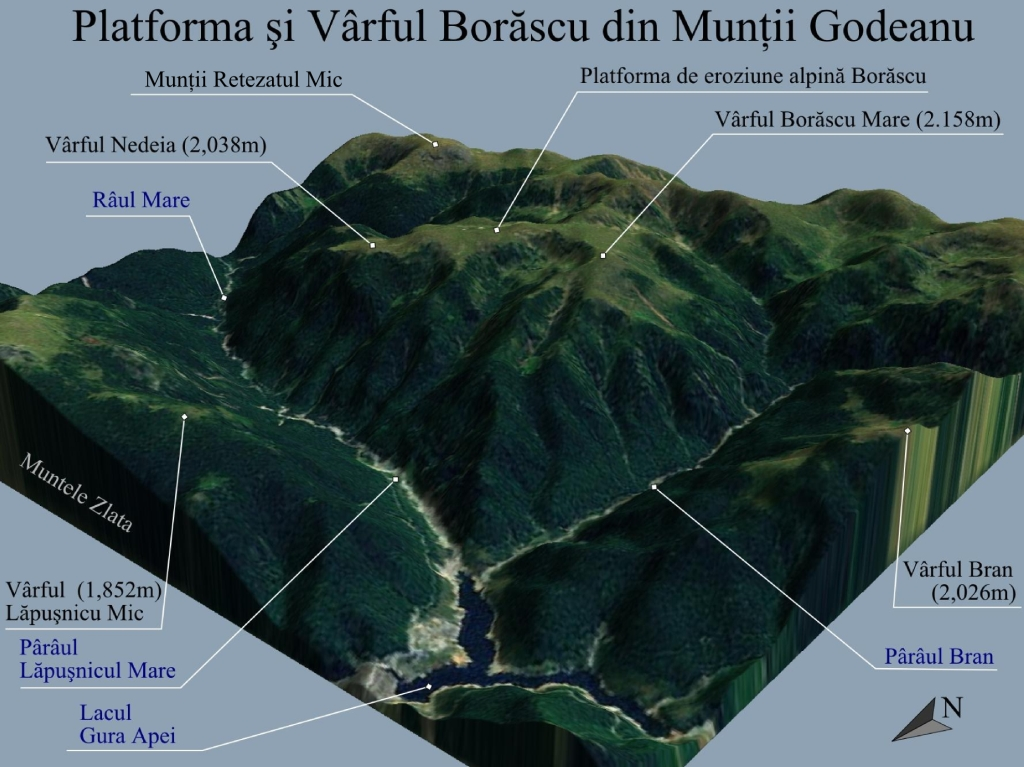
Harta 3D pentru Platforma și Vârful Borăscu din Munții Godeanu